# Let’s Stay Together
«Let’s Stay Together» (рус. Давай останемся вместе) — песня американского певца Эла Грина с его одноимённого альбома (Let’s Stay Together) 1972 года.
В ноябре 1971 года песня «Let’s Stay Together» была издана отдельным синглом. В США песня поднялась на 1 место «Горячей сотни» журнала «Билборд» (Billboard Hot 100), а в Великобритании добралась до 7 места (в сингловом чарте UK Singles Chart).

## Премии и признание
В 2004 году журнал Rolling Stone поместил песню «Let’s Stay Together» в оригинальном исполнении Эла Грина на 60 место своего списка «500 величайших песен всех времён». В списке 2011 года песня также находится на 60 месте.
Также песня «Let’s Stay Together» в исполнении Эла Грина входит в составленный Залом славы рок-н-ролла список 500 Songs That Shaped Rock and Roll.
В 2010 году песня была избрана к включению в Национальный реестр звукозаписей Библиотеки Конгресса США (реестр, куда включаются записи, имеющие «культурную, историческую или эстетическую значимость»).
В 1999 году оригинальный сингл «Let’s Stay Together» Эла Грина (вышедший в 1971 году на лейбле Hi Records) был принят в Зал славы премии «Грэмми».